# Jacques Stephen Alexis
Jacques Stephen Alexis (ur. 22 kwietnia 1922 w Gonaïves, zm. ok. 22 kwietnia 1961) – haitański powieściopisarz, poeta i polityk komunistyczny, z wykształcenia lekarz neurolog.

## Życiorys
Jego ojcem był prozaik i dyplomata Stephen Alexis. Ukończył studia medyczne w Paryżu i podróżował po Europie, przez kilka lat przebywał na Kubie. W 1959 znalazł się w gronie założycieli Partii Zjednoczenia Narodowego Haiti. Pisał powieści o tematyce społecznej, m.in. Realizm magiczny Haitańczyków (Realisme Merveilleux des Haitiens z nurtu realizmu magicznego), Compère Général Soleil (1955), Les Arbres Musiciens (1957) i L'Espace d'un Cillement (1959). Wydał zbiór opowiadań Romancero aux Etoiles  (1960). Został zamordowany przez członków Tonton Macoute, tajnej policji dyktatora François Duvaliera.